# Barbus macrolepis
Barbus macrolepis är en fiskart som beskrevs av Pfeffer, 1889. Barbus macrolepis ingår i släktet Barbus och familjen karpfiskar. IUCN kategoriserar arten globalt som nära hotad. Inga underarter finns listade.